# Alonso de Escobar (pintor)

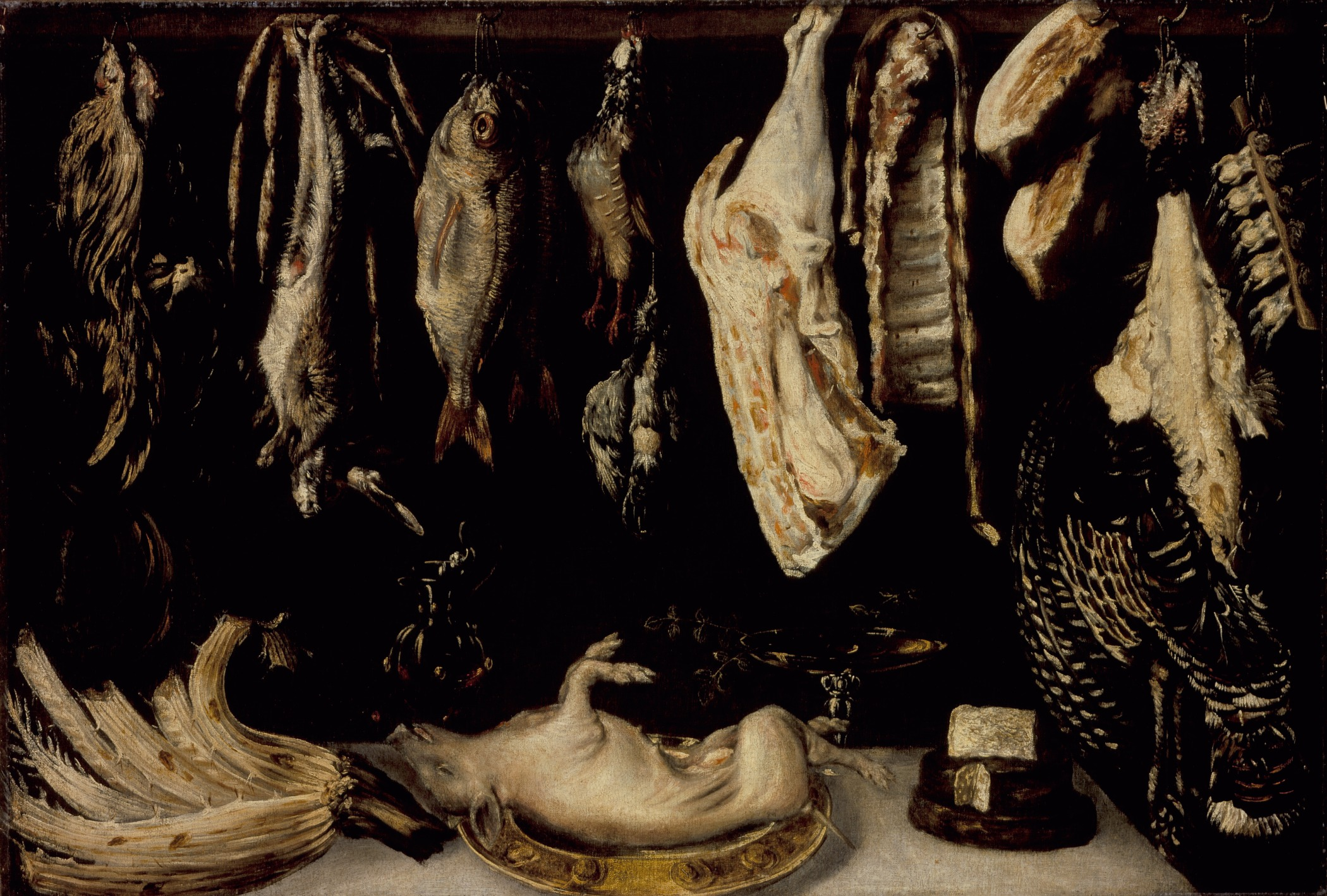
Bodegón, óleo sobre lienzo, 109 x 187 cm, Los Ángeles, Los Angeles County Museum of Art.

Alonso de Escobar (floruit 1602-1616) fue un pintor barroco español activo en Madrid.
A Alonso Escobar se le documenta en Madrid en 1602, cuando con título de pintor bautizó a un hijo en la parroquia de la Santa Cruz. Tenía fijada su residencia en la calle de Atocha y estaba casado con Inés de Segovia o de Herrera; en 1604 el matrimonio, con residencia ahora en la calle de Carretas, bautizó a una hija y en años posteriores a otros siete niños, hasta 1616, cambiando frecuentemente de vivienda aunque siempre dentro de la misma parroquia. En 1615 cobró diversas cantidades de la iglesia de San Justo por pintar y barnizar el órgano y por la pintura del monumento de Semana Santa.
Alonso de Escobar ha sido problemáticamente identificado con el llamado «Maestro del bodegón de la colección Stirling-Maxwell» o «Maestro de Stirling-Maxwell» tras hallarse su firma en un bodegón subastado en Madrid en 2003. En la subasta el cuadro se tituló Bodegón de cocina presidido por un gato y el cocinero Donato Rufo, por una inscripción junto a la firma en la que se lee: «Alº de Escovar fecit / Donato Rufo, napoletano, cocinero». Esta única obra firmada conocida hasta ahora muestra rasgos cercanos a los bodegones de Juan Sánchez Cotán, como se advierte también en los bodegones atribuidos al Maestro de Stirling-Maxwell, como el Bodegón con cesta de frutas, calabazas y uvas ingresado en 2015 como depósito temporal en el MNAC, con mayor número de piezas y mayor sequedad en su disposición y tratamiento, características que se encontrarían también en algún otro bodegón de colección privada y en el Bodegón con cardo, cochinillo, queso, piezas de caza y pescado de Los Angeles County Museum of Art, atribuido a Escobar al salir a subasta en Nueva York en 2010.